# أحمد محمد المختار
أحمد محمد المختار (1351 - 1419 هـ / 1932 - 1998 م) هو كاتب وخطيب وشاعر ، من أهل الموصل.
هو أحمد محمد المختار بن ملا أحمد بن سلطان بن مبارك الجبالي. ولد في مدينة الموصل وتوفي فيها.

## آثاره
من مؤلفاته:
- أناشيد الحرمان (شعر) 1955 م.
- أعاصير الألم (شعر) 1957 م.
- تاريخ علماء الموصل (جزءان) 1961 م، 1984 م.
- سبع اغنيات لتموز (مشترك) 1979 م.
- أغادير في وهج المعركة 1981 م.
- لن تتعب البنادق (مشترك) 1983 م.
- الإسلام والتفكير الاشتراكي 1964 م.
- جامع الشيخ قضيب البان 1961 م.

وله شعر جُمع في ديوان ولم ينشر بعد.